# Ramon Nonat Comas
Ramon Nonat Comas y Pitxot (Barcelona, 1852-Barcelona, 1918) fue un historiador y pintor español.

## Biografía
Nació en una casa de la calle de la Canuda de Barcelona el 17 de junio de 1852, en una familia de humildes menestrales. Su padre, un modesto pintor decorador, lo envió a las escuelas de Academia de Bellas Artes, poniéndolo, después, de aprendiz del artista Joseph Planella. Bajo dirección de este, trabajó en la escenografía. En los años 1882 y 1883, recibió elogios en la prensa por las pinturas que realizó para producciones en el teatro Tívoli. También cultivó los estudios históricos.
Fue autor de títulos como Excursió des del carrer de l'Avellana a la torra del "Seny de les hores" de la Catedral, Excursió a la Salut de Sant Feliu de Llobregat y Recort de la Exposició de documents gràfichs de coses desaparegudes de Barcelona durant lo segle XIX, Des del terrat de la iglesia del Pi, recorts del Rey En Martí l'Humà, Noticia biográfica dels fills ilustres del Vallès, Sant Pacià bisbe y doctor, Lo Naturalista D. Antoni Martí y Franqués, Lo Primat ecclesiàstich d'Espanya no correspon per privilegi especial, sino per dret propi al Arquebisbe de la Seu de Tarragona y Sant Bernat Calvó, notes biogràfiques; por los dos últimos fue premiado en los Juegos Florales de Barcelona en 1893 y 1898 respectivamente. También escribió Capelles de vehinat de Barcelona y Sant Cristofol, la seva diada en Barcelona. Trabajó igualmente en textos como un Esbozo de diccionario de escritores y artistas catalanes del siglo XIX y un Catàlech dels Sants y varons insignes morts en opinió de tals, naturals de Barcelona, y noticia dels que per iguals condicions s'han distingit en lo mon vivint en aquesta ciutat mes o menys temps.
Colaboró en publicaciones periódicas como Butlletí del Centre Excursionista de Catalunya, La Veu de Catalunya, Lo Pensament Català, La Creu del Montseny, El Correo Catalán, La Publicidad, Las Noticias, D'Ací i d'Allà y en el Calendari Català publicado por J. Batlle. El Ayuntamiento de Barcelona le encargó un estudio sobre esgrafiados, que apareció publicado con el título «Datos para la historia del esgrafiado en Barcelona» en el tomo La Via Layetana de Francesch Carreras y Candi. Comas, que colaboró con José Roca y Roca en un estudio sobre los nombres de las calles de Barcelona, falleció el 28 de julio de 1918 en una casa junto a la capilla de Marcús.